# Hainfeld (Rijnland-Palts)
Hainfeld is een deelgemeente van de verbandsgemeinde Edenkoben in de deelstaat Rijnland-Palts in Duitsland, Landkreis Südliche Weinstraße.
De gemeentekern bestaat uit een aantal barokke huizen en ligt te midden van wijngaarden. Ze telt 862 inwoners.